# Paradoja de la diptongación
La paradoja de la diptongación refleja un aspecto problemático dentro de la formación de los diptongos en la lengua española. Fue planteada, desde una perspectiva generativista, por James W. Harris en la década de los ochenta en un artículo titulado La diptongación y el acento en español: resolución de una paradoja. La diptongación, que puede ser concebida de distintos modos, es entendida por Harris como el conjunto de alternancias habidas entre una vocal simple [o, u, e, i] y un grupo vocálico creciente [ue, ie] dando lugar a dos palabras distintas. La paradoja consiste en una tensión entre dos reglas básicas de la posición del acento en español. Por un lado, los diptongos alterantes derivan de vocales simples acentuadas. Por otro lado, la posición del acento está determinada por la presencia de un diptongo creciente en última posición debido a que el acento principal no puede aparecer sobre la sílaba antepenúltima debido a la estructura ramificada de la sílaba penúltima. En el primer caso, el acento depende de la estructura; en el segundo, al revés, es la estructura la que depende del acento.

## Resolución de la paradoja
La perspectiva adoptada por Harris para explicar la formación de determinadas palabras a partir de una variante diptongada y que permita la resolución de la paradoja se enmarca dentro de un enfoque generativista. El método practicado desde el generativismo, en resumidas cuentas, trata en términos universales los rasgos gramáticos distintivos para luego definir un conjunto de reglas que permitan establecer un puente entre esas reglas y las gramáticas particulares de cada lengua. Harris aplica las siguientes reglas: la Diptongación y la Regla por Defecto, propias del español; la Regla de Estimación de la Sonoridad y la Regla de la Paravocal-Alta, ambas de carácter universal. El proceso de la formación de la variante diptongada es el siguiente:

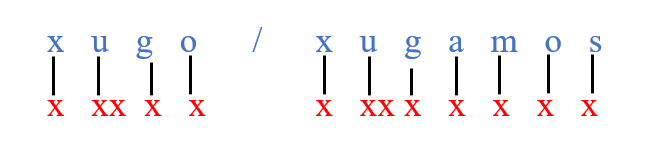
Harris asocia las vocales que pueden derivar en un diptongo asociando dos espacios dentro del esqueleto prosódico, a diferencia de las vocales simples, que sólo tiene uno

1. Harris representa la Regla de la Diptongación asignando a las vocales simples no alternantes las representaciones subyacentes más sencillas, esto es, con una única posición dentro del esqueleto prosódico en tanto que vocales inactivas que por sí mismas carecen de interés. En cambio, representa las vocales alternantes que dan lugar a un diptongo de modo que, a continuación de la vocal simple aparezca una posición vacía, no asociada a rasgo fonológico alguno. En el paso de [xugo] a [xugamos], por ejemplo, es imposible colocar el acento en la antepenúltima sílaba debido a una de las reglas de acentuación de la lengua española según la cual el acento sobre dicha posición no es posible si en la penúltima hay una rima ramificada.La Regla por Defecto asocia con los rasgos de [e] el espacio vacío del esqueleto prosódico en la representación de la diptongación

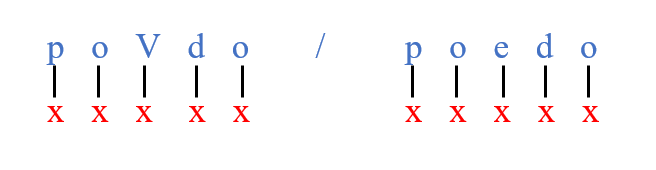
La Regla por Defecto asocia con los rasgos de [e] el espacio vacío del esqueleto prosódico en la representación de la diptongación

2. A continuación, Harris explica la formación de las palabras a partir de una variante diptongada aplicando la Regla por Defecto, particular del español, y que asocia los rasgos de [e] a cualquier posición vacía del esqueleto prosódico que no tenga rasgos vocálicos asociados a ella. Por ejemplo, de [podo] se pasa a [podemos]; de [nego] a [negamos].
3. El paso siguiente que tiene en cuenta Harris es aplicar la regla universal de Estimación de la Sonoridad. Los grupos vocálicos que forman la variante diptongada se caracterizan porque son el resultado de un ajuste entre el núcleo de la rima y su satélite, y, además, el elemento no nuclear de la derivación se convierte en [+alto] si no lo es ya. El núcleo de la rima es el elemento más sonoro.El proceso llevado a cabo por Harris para explicar el proceso de la diptongación

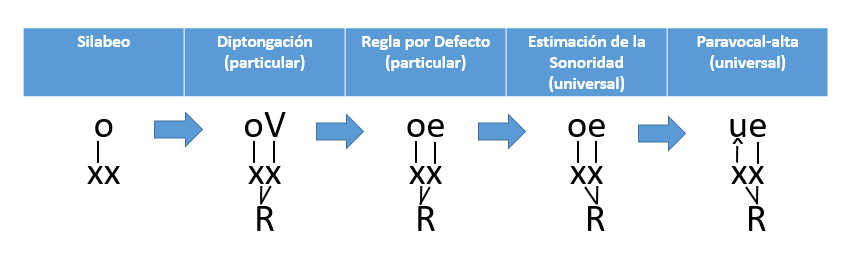
El proceso llevado a cabo por Harris para explicar el proceso de la diptongación

4. En último lugar, Harris pasa a utilizar la regla universal de la Paravocal-Alta según la cual los elementos no nucleares de la sílaba pasan a ser [+alto]. Por ejemplo, el paso de [neego] a [niego].

## Recepción
La paradoja de la diptongación presentada por Harris en los años ochenta reabrió todo un debate en torno al fenómeno del diptongo en español y a la formación de palabras a partir de una variante diptongada. Desde entonces este tema ha sido actualizado continuamente por los lingüistas, algunos aceptando el planteamiento de Harris y otros criticándolo. 
Entre las propuestas que se acercan a un desarrollo parecido al de este autor destaca el diálogo que establece con él María Carreira. Carreira identifica algunas variantes diptongadas que aparecen si acentuar, asociadas a causas morfológicas o fonológicas. Sin embargo, Manuel Ariza se ha mostrado más crítico con estas interpretaciones.